# Merel Corduwener
Merel Corduwener (Enschede, 16 september 1991) is een Nederlandse illustrator.

## Biografie
Na het doorlopen van de havo aan Lyceum Kottenpark in Enschede ging Corduwener sturen aan het ArtEZ in Zwolle. In 2013 studeerde ze af bij de opleiding Illustration Design. Na haar afstuderen verhuisde Corduwener naar Amsterdam, waar ze ging werken als freelance illustrator. Corduwener tekende in 2019 onder andere voor Het Parool, de Volkskrant, NRC Handelsblad, het Algemeen Dagblad, Paradiso en het Oranjebloesemfestival.

## Werk
Corduwener gaf een boek in eigen beheer uit over de rondreis die zij samen met haar vriend door Amerika maakte.
In 2018 ontwierp Corduwener samen met grafisch ontwerper Mark van de Vis in opdracht van Amsterdam Marketing een boot voor de Canal Parade.
In 2019 verscheen haar boek Polderpolonaise, Nederland getekend bij uitgeverij Atlas Contact in zowel het Nederlands als het Engels. In dit boek tekende Corduwener portretten van Nederland en typisch Nederlandse zaken en cultuurverschijnselen. Voor dit boek vroeg zij 1200 Nederlanders om aan te geven wat zij typisch Nederlands vonden.
Zij maakte de illustraties voor het boek Ik & Seks, een voorlichtingsboek voor jongeren van Belle Barbé.
Het is Corduweners ambitie om Tekenaar Des Vaderlands te worden.

## Waardering
In 2017 werd Corduwener genomineerd voor de European Design Awards.
Voor het boek Polderpolonaise ontving zij een bijdrage van het Stimuleringsfonds Creatieve Industrie en van het Fonds Bijzondere Journalistieke Projecten.

## In de media
- Op 1 maart 2018 was Corduwener te gast bij De Wereld Draait Door. Samen met Rens Wegerif maakte ze een animatie voor het ‘boek van de maand’ De Avond Is Ongemak van Marieke Lucas Rijneveld.[7]
- Corduwener was op 18 april 2019 te gast bij het VPRO radioprogramma Nooit Meer Slapen, waar zij mocht praten over haar ‘favorieten’.
- Op 3 juli 2020 was Corduwener te gast bij Gijs Groenteman in de Volkskrant Podcast Met Groenteman in de Kast[8]

## Bestseller 60
| Boeken met noteringen in de Nederlandse Bestseller 60 | Jaar van verschijnen | Datum van binnenkomst | Hoogste positie | Aantal weken | Opmerkingen                           |
| ----------------------------------------------------- | -------------------- | --------------------- | --------------- | ------------ | ------------------------------------- |
| Het meisje, de walvis, de schildpad en de axolotl     | 2024                 | 16-10-2024            | 58              | 1            | in samenwerking met Katinka Polderman |